# 톱스타 인생극장
《톱스타 인생극장》은 대한민국의 KBS에 방송된 예능 프로그램이다.

## 기획 의도
최고 스타들이 출연, 미니 드라마의 역할 연기와 유머 감각 등 빠른 전개와 함축적인 구성을 기초로 다양한 소재를 특색 있는 코너로, 온 가족의 부담없이 웃고 즐길 수 있는 버라이어티 프로그램이다.

## 역사
1994년 가을 개편을 통해 신설되어 처음 방송된 프로그램은 1993년 11월 TV 출연을 잠정 중단했던 이영자가 1994년 2월 5일 SBS 《기쁜 우리 토요일》을 통해 방송 활동을 재개한 이후 공동 MC로 출연하면서 KBS에 복귀하는 계기가 되었다. 그러나 이 프로그램은 다수의 스타들이 겹치기 출연을 하였고, 공동 진행자 이영자의 좌충우돌식 진행 방식으로 인해 시청자들에게 혼란을 주었다는 평을 받았다. 또한, 타 방송사의 기법을 그대로 답습했다는 비판을 받으면서, 1995년 2월 26일부터 프로그램 명칭이 《슈퍼선데이》로 변경되었다.

## 방송 시간
- KBS 2TV - 1994년 10월 16일 ~ 1995년 2월 12일 : 매주 일요일 저녁 7시

## 역대 진행자
- 임백천
- 이영자
- 이세창
- 이아현

## 타이틀 변천사
| 기수 | 타이틀                  | 방송 기간                          |
| ---- | ----------------------- | ---------------------------------- |
| 1기  | 톱스타 인생극장         | 1994년 10월 16일 ~ 1995년 2월 12일 |
| 2기  | 슈퍼선데이              | 1995년 2월 26일 ~ 1998년 2월 15일  |
| 3기  | 슈퍼 TV 일요일은 즐거워 | 1998년 2월 22일 ~ 2003년 11월 2일  |
| 4기  | 일요일은 101%           | 2003년 11월 9일 ~ 2004년 10월 31일 |
| 5기  | 해피선데이              | 2004년 11월 7일 ~ 2019년 4월 21일  |

## 제작진
- 구성 : 신명제, 서인동, 정숙
- 연출 : 김진홍, 이용우, 김시규

## 편성 변경
- 1995년 1월 1일 - 4시 30분부터 6시까지 신년특집 《폭소대작전》편성에 따라 6시부터 7시 55분까지 신년특집으로 편성
- 1995년 1월 29일 - 5시부터 6시까지 신년특집 《폭소대작전》편성에 따라 6시 30분부터 7시 55분까지 설 특집으로 편성

## 같이 보기
- 슈퍼선데이 (후속, 1995 ~ 1998년)